# Dmitri Nikolajewitsch Barinow
Dmitri Nikolajewitsch Barinow (russisch Дмитрий Николаевич Баринов; engl. Transkription: Dmitri Nikolayevich Barinov; * 11. September 1996 in Ogudnewo, Oblast Moskau) ist ein russischer Fußballspieler, der beim Erstligisten Lokomotive Moskau unter Vertrag steht. Der Mittelfeldspieler ist seit Juni 2019 russischer Nationalspieler.

## Karriere

### Verein
Barinow begann mit dem Fußballspielen beim FK Spartak Schtschjolkowo und kam über Umwege im Jahr 2012 in die Nachwuchsabteilung der Lokomotive Moskau. Im April 2015 wurde er von Cheftrainer Miodrag Božović in die erste Mannschaft hochgezogen. Am 16. Mai (28. Spieltag) debütierte er in der höchsten russischen Spielklasse, als er beim 3:0-Heimsieg gegen Rubin Kasan in der Schlussphase für Mbark Boussoufa eingewechselt wurde. In den verbleibenden zwei Ligaspielen der Saison 2014/15 wurde er in einem ein weiteres Mal eingewechselt. Auch in der nächsten Spielzeit 2015/16 bestritt er erneut zwei Ligaspiele.
Trotz einer Muskelverletzung, welche ihn für zwei Monate zum Zusehen zwang, wurde er in der Saison 2016/17 häufiger berücksichtigt und kam zu 12 Einsätzen in der Liga. Die Spielzeit 2017/18 begann er als Stammspieler, wobei er hauptsächlich als Innenverteidiger spielte und nicht auf seiner angestammten Position im zentralen Mittelfeld. Am 19. August (7. Spieltag) traf er beim 4:3-Auswärtssieg gegen den Stadtrivalen Spartak Moskau erstmals für die Loko. Nach einer Formationsänderung fiel er in den nächsten Wochen aus der Startformation und wurde in der restlichen Saison nur noch sporadisch eingesetzt. In 16 Ligaeinsätzen und einem Treffer hatte er seinen Anteil am Meistertitel der Mannschaft.
In der folgenden Spielzeit 2018/19 etablierte er sich als Stammspieler im zentralen Mittelfeld und bestritt 23 Ligaspiele, in denen er ein Tor erzielte. Mit der Lokomotive gelang ihm der Einzug ins Endspiel um den russischen Pokal, wo man auf Ural Jekaterinburg traf. In dieser Partie erzielte er in der 27. Spielminute das einzige Tor des Tages und bescherte seiner Mannschaft den Titel.

### Nationalmannschaft
Barinow bestritt dutzende Länderspiele für unterschiedliche russische Juniorenauswahlen. Mit der U17-Nationalmannschaft gewann er die U17-Europameisterschaft 2013 in der Slowakei. Bei diesem Turnier kam er in vier Spielen, darunter im Finalspiel, zum Einsatz. Im späten Herbst bestritt er vier Spiele bei der U17-Weltmeisterschaft 2013.
Im Juli 2015 nahm er mit der U19 bei der U19-Europameisterschaft 2015 in Griechenland teil. Dort kam er in allen fünf Turnierspielen der Sbornaja von Beginn an zum Einsatz und erreichte das Finale, wo man gegen Spanien mit 0:2 verlor.
Am 8. Juni 2019 debütierte Barinow für die A-Nationalmannschaft, als er beim 9:0-Heimsieg gegen San Marino im Qualifikationsspiel zur Europameisterschaft 2021 in der zweiten Halbzeit für Roman Sobnin eingewechselt wurde. Damit war er beim höchsten Sieg der russischen Auswahl aller Zeiten am Feld.
Zur Fußball-Europameisterschaft 2021 wurde er in den Kader Russlands berufen, kam aber mit diesem nicht über die Gruppenphase hinaus.

## Erfolge
Lokomotive Moskau
- Russischer Meister: 2017/18
- Russischer Pokalsieger: 2016/17, 2018/19
- Russischer Supercup-Sieger: 2019

Russland U17
- U17-Europameister: 2013

Russland U19
- U19-Vizeeuropameister: 2015